# Axel Ronse
Axel Ronse (Brugge, 20 juli 1981) is een Belgisch politicus voor N-VA. Eerder was Ronse lid van cd&v.

## Levensloop
Ronse is licentiaat filosofie afgestudeerd in 2005 aan de Universiteit Gent en afgestudeerd in 2016 als MBA (Executive Master in Business Administration) aan de Vlerick Business School. 
Van 2006 tot 2013 was hij directeur van Unizo Zuid West-Vlaanderen. Nadien werd hij actief bij N-VA. In 2014 was hij korte tijd adviseur op het kabinet van Geert Bourgeois, viceminister-president van de Vlaamse regering en Vlaams minister van Bestuurszaken, Binnenlands Bestuur, Inburgering, Toerisme en Vlaamse Rand.
Bij de Vlaamse verkiezingen van 25 mei 2014 werd Ronse vanop de vierde plaats van de N-VA-lijst in de kieskring West-Vlaanderen verkozen in het Vlaams Parlement, met 13.845 voorkeurstemmen. Van 2014 tot 2016 was hij voorzitter van de commissie Economie, Werk, Sociale Economie, Innovatie en Wetenschapsbeleid. Bij de Vlaamse verkiezingen van 26 mei 2019 werd hij vanop de derde plaats op de West-Vlaamse N-VA-lijst herkozen in het Vlaams Parlement, met 12.185 voorkeurstemmen. Als Vlaams Parlementslid legde hij zich toe op de thema's ruimtelijke ordening en werk. Met een decreet over een hinderpremie zorgde Ronse ervoor dat handelaars niet meer moeten sluiten om vergoed te worden tijdens wegenwerken. Ook zette hij met succes de nood aan extra bedrijfsruimte voor West-Vlaanderen en wist hij een drastische vereenvoudiging van beroepsprocedures voor bouwvergunningen doorgevoerd te krijgen. Ronse bleef Vlaams Parlementslid tot in juni 2024.
Bij de gemeenteraadsverkiezingen van 14 oktober 2018 werd hij in zijn woonplaats Kortrijk verkozen als gemeenteraadslid. Begin 2019 trad hij er toe tot het college van burgemeester en schepenen en werd hij schepen van cultuur. Na de gemeenteraadsverkiezingen van oktober 2024 keerde Ronse niet terug in het schepencollege, al bleef hij nog wel enkele maanden in de gemeenteraad zetelen, tot hij in maart 2025 ontslag nam om zich volledig te kunnen wijden aan zijn nationale politieke functies.
Ronse is gepassioneerd door ondernemerschap en richtte in 2021 zijn bedrijf Sixie op, waarbij hij gepensioneerden als uitzendkracht of freelancer inzet bij kmo’s.
Hij kreeg voor de verkiezingen van 9 juni 2024 de derde plaats op de federale lijst van N-VA in West-Vlaanderen en werd met 13.523 voorkeurstemmen verkozen in de Kamer van volksvertegenwoordigers, waar hij lid werd van de commissie Werk, Sociale Zaken en Pensioenen. Na het aantreden van de regering-De Wever in februari 2025 werd Ronse aangesteld als fractieleider voor de N-VA in de Kamer.